# Kantam Sy
Kantam Sy es un personaje jedi ficticio de género no binario perteneciente al universo Star Wars.

## Historia de publicación
Kantam Sy desempeñó un papel principal en el cómic one-shot Star Wars: The High Republic Adventures: Galactic Bake-Off Spectacular, que fue publicado en enero de 2022 por la editorial IDW Publishing.
Es también un personaje central en la novela Midnight Horizon, de Daniel José Older. La novela se publicó el 1 de febrero de 2022, y sigue a las maestros jedis Kantam Sy y Cohmac Vitus, junto a los padawans Reath Silas y Ram Jomaram, quienes investigan un posible ataque de los nihil en Corellia.
En 2023 protagonizó una de las diversas portadas variantes lanzadas en los cómics de Star Wars en conmemoración por el Orgullo LGBT, apareciendo en la portada de Yoda #8.

## Biografía ficticia

### Primeros años y adiestramiento
Kantam Sy fue un ser humano de género no binario sensible a la Fuerza que vivió durante la Era de la Alta República, quién fue entrenade como padawan por el maestro Yoda. A pesar de destacar en combate, meditación y otras habilidades Jedi, sus compañeros especulaban por qué Yoda aún no lo había nombrado caballero. Sy no tenía prisa, sabiendo que el nombramiento dependía de algo más profundo que solo habilidad.
En Endovar, Sy conoció a Aytar, un artista de circo de dieciocho años, y desarrollaron rápidamente una atracción mutua. Tras cuatro días, Sy decidió experimentar la vida fuera del templo Jedi y recibió el permiso de Yoda para alejarse de la Orden. Sy y Aytar fueron amantes y trabajaron juntos en el circo por un tiempo. Cuando terminaron su relación, fue en buenos términos, y Sy continuó viajando y trabajando en diversos empleos, como mensajere, mecánique, contrabandista, camarere y guardaespaldas. Uno de sus trabajos fue como mensajero entre diplomáticos de Alderaan y Naboo, requiriendo múltiples viajes entre ambos planetas.
Un día en Naboo, Sy sintió una perturbación en la Fuerza y vio un kolvor, un ave grande que se llevó a un niño y una niña que jugaban en un parque. Sy decidió salvar a los niños en lugar de entregar un mensaje y persiguió al kolvor hasta la mitad de una montaña, donde el ave soltó a los niños. Usando la Fuerza, Sy ralentizó la caída de la niña, Lula Talisola, mientras el niño desapareció entre los árboles. Sy notó que Talisola había imitado sus acciones, salvando ella por su cuenta al chico.
Después de más de un año fuera de la orden, conocer a Talisola le confirmó a Sy que su lugar estaba con los jedi. Juntos, encontraron a Yoda y lo ayudaron con una happabore dando a luz. Yoda, complacido, declaró otorgó a Sy el título de Caballere Jedi en una modesta ceremonia, y Sy se convirtió en le maestre de Talisola.

### Batalla de Trymant IV
Durante un ataque de los Nihil en Trymant IV, Talisola y sus amigos conocieron a Zeen Mrala, una mikkian sensible a la Fuerza, que fue invitada al Faro Starlight. Una semana después, Sy y otros maestros como Avar Kriss discutieron si Mrala debía quedarse. Aunque algunos pensaban que era demasiado mayor para entrenar, Sy señaló que Mrala se llevaba bien con los padawans, y Yoda coincidió. Los aprendices, incluidos Talisola y Farzala Tarabal, sugirieron que también se considerara la opinión de Mrala y la de ellos.
Durante el relato de los eventos de Trymant IV, Sy y los demás maestros acordaron que Mrala podía quedarse en el faro. Sy destacó la importancia de investigar un objeto extraño encontrado en el Spider Cruiser de los piratas Nihil.

### Misión en Corellia
En el 230 ABY, Sy participó en una misión en Corellia y contó a Cohmac Vitus sobre su tiempo fuera de la Orden. Durante la Batalla de los Astilleros de Corellia, Yoda reapareció, conmoviendo a Sy. Después, Sy asistió en la ceremonia de nombramiento de Reath Silas y se sorprendió cuando Vitus decidió dejar la Orden para siempre, lo cual temía que fuera inspirado por su historia.

## Recepción
Danni, de Rogue Podron, elogió la introducción y desarrollo del personaje dentro del universo Star Wars, destacando su personalidad y la forma en la que por primera vez se sentía representada a través de un personaje de género no binario en la franquicia, después de la previa introducción de personajes como Eleodie Maracavanya, Taka Jamoreesa o Terec y Ceret.